# Кубинцы
Куби́нцы — основное население Кубы. Общая численность — 11 451 652 чел. В США живут 1 млн чел., в Канаде — 10 тыс., в Испании — 20 тыс. Верующие — преимущественно католики, реже встречаются протестанты и приверженцы африканских синкретических культов, также есть немало атеистов.
Язык — кубинский вариант испанского языка, относящегося к романской группе.

## Этногенез
Кубинцы — народ смешанного происхождения. К моменту появления здесь испанцев Кубу населяли племена сибонеев, индейцев аравакской группы и других, гуанаханабеев, переселившихся с Гаити. В результате испанской колонизации индейцы в своём большинстве были истреблены. Затем сюда ввозили рабов из Африки (в основном йоруба, ашанти, эве, конго). Их потомки составляют 40 % населения. Кроме этого, нацию сформировали мулаты, метисы, выходцы из Европы. Креолами здесь называют белых уроженцев Кубы. Негра, не овладевшего испанским, прежде называли босаль. Из Испании сюда ехали в основном галисийцы, кастильцы, наваррцы, каталонцы. Их всех вместе называют гальего (галисийцами). С конца XVIII в. сюда прибыл также большой поток французов с Гаити и Луизианы, итальянцев и индейцев из Мексики.
По переписи 1827 года на острове проживали 704 487 человек: 311 000 белых, 106 000 свободных негров, 286 000 негров-рабов, 1487 мулатов.
По переписи 1842 года на острове жили 1 037 624 человека: 448 291 белый, 152 838 свободных негров, 436 495 негров-рабов. Из этих цифр видно, что число негров-рабов в 1820—1840-е годы быстро росло.
3 июня 1847 года на остров были ввезены первые 200 китайцев.
По состоянию на 1958 год, численность населения Кубы составляла 6 466 000 чел.

## Хозяйство и культура
С 1898 г. Куба перестала быть колонией Испании. Первоначально её экономика базировалась на производстве сахарного тростника и экспорте сахара. Постепенно развилась многоотраслевая экономика. Кроме сахарного тростника выращивается рис, табак, плодовые культуры. Сформировались рабочий класс и интеллигенция.
2/3 населения — горожане. Первоначальная планировка городов — испанского типа. В архитектуре господствовал стиль барокко. С XX века началась многоэтажная застройка. Крестьянский дом (боно) имеет столбовую конструкцию, стены из пальмовых досок, двух- или четырёхскатную крышу из пальмовых листьев. Пол — земляной, перед входом — навес на столбах. Старые формы жилища вытесняются.
Городская одежда — южноевропейского типа. Крестьянский костюм — свободная рубаха навыпуск, штаны, широкополая соломенная шляпа, у женщин — ситцевая юбка, блуза, цветной платок на плечах.
Пища — в основе — блюда из риса и фасоли, которые готовятся отдельно и вместе. Примеры: «морос и кристианос» — рис с чёрной фасолью, ахиако — густая похлёбка с мясом, кукурузой, овощами, травами и специями. На побережье широко идут в пищу рыба, моллюски, черепахи, крабы и другие продукты моря.
В народном творчестве сочетаются элементы испанской и африканской культур, прежде всего в музыке и танцах. Любимое развлечение — карнавалы (лас компарсас). Популярны петушиные бои, игры с мячом.

## Религия
В своей основе население Кубы исповедует католичество (около 40—60 %), часть — африканские традиционные верования (ифа, сантерия, иные культы; 35 %).
Из-за политики радикального атеизма в 1959—1990 в разное время разная часть населения считала себя атеистами (не стоит опираться на официальные цифры, так как заявление о своём безверии может расцениваться как результат страха преследования): в 1980 году 46 % кубинцев заявили о своём атеизме, в 2001 году — уже 14 %.

## Перепись населения Кубы2002 года
В 2002 году была проведена перепись населения.
Население по региону
| Население и площадь по региону | Население и площадь по региону | Население и площадь по региону | Население и площадь по региону | Население и площадь по региону | Население и площадь по региону |
| Провинция                      | Площадь(км²)                   | Площадь (%)                    | Население                      | Население (%)                  | Плотность                      |
| ------------------------------ | ------------------------------ | ------------------------------ | ------------------------------ | ------------------------------ | ------------------------------ |
| Всего кубинцев                 | 109,886.19                     | 100                            | 11,177,743                     | 100                            | 101.72                         |
| Пинар-дель-Рио                 | 10,904.03                      | 9.92                           | 726,574                        | 6.50                           | 66.63                          |
| Гавана                         | 5,791.59                       | 5.22                           | 711,066                        | 6.36                           | 124.06                         |
| город Гавана                   | 721.01                         | 0.66                           | 2,201,610                      | 19.70                          | 3053.49                        |
| Матансас                       | 11,802.72                      | 10.74                          | 670,427                        | 6.00                           | 56.80                          |
| Вилья-Клара                    | 8,412.41                       | 7.06                           | 817,395                        | 7.31                           | 97.17                          |
| Сьенфуэгос                     | 4,180.02                       | 3.80                           | 395,183                        | 3.54                           | 94.54                          |
| Санкти-Спиритус                | 6,736.51                       | 6.13                           | 460,328                        | 4.12                           | 68.33                          |
| Сьего-де-Авила                 | 6,783.13                       | 6.17                           | 411,766                        | 3.68                           | 60.70                          |
| Камагуэй                       | 15,615.02                      | 14.21                          | 784,178                        | 7.02                           | 50.22                          |
| Лас-Тунас                      | 6,587.75                       | 6.00                           | 525,485                        | 4.70                           | 79.77                          |
| Ольгин                         | 9,292.83                       | 8.46                           | 1,021,321                      | 9.14                           | 109.90                         |
| Гранма                         | 8,375.49                       | 7.62                           | 822,452                        | 7.36                           | 98,20                          |
| Сантьяго-де-Куба               | 6,156.44                       | 5.60                           | 1,036,281                      | 9.27                           | 168.32                         |
| Гуантанамо                     | 6,167.97                       | 5.61                           | 507,118                        | 4.54                           | 82.22                          |
| остров Хувентуд                | 2,419.27                       | 2.20                           | 86,559                         | 0.77                           | 35.78                          |